# Plestiodon latiscutatus
Plestiodon latiscutatus (лат.) — вид ящериц из семейства сцинковых. Эндемик Японии. Ранее к этому виду относили также сцинков, в настоящее время рассматриваемых как отдельные виды.

## Внешний вид
Средних размеров сцинк с длиной тела без хвоста от 6 до 9 см. От Plestiodon barbouri отличается наличием 24—30 чешуй вокруг середины тела. У молодых особей этого вида, как и у других плестиодонов, хвост окрашен в синий цвет.

## Ареал
Эндемик Японии. Обитает на полуострове Идзу, островах Идзу и Хацусима, а также на восточном берегу нижнего течения реки Фудзи, южном склоне горы Фудзияма и на юго-западном берегу реки Сакава. На юг доходит до острова Аогасима.

## Численность и охрана
Популяции островов Мияке, Хатидзё и Аогасима находятся под угрозой исчезновения в связи с хищничеством со стороны интродуцированного итатси и занесены в Красную книгу Японии. Сцинки на некоторых островах Идзу подвергаются гибридизации с интродуцированным Plestiodon japonicus. В то же время, популяции с остальной части ареала считаются стабильными, в связи с чем Международный союз охраны природы отнёс вид к категории вызывающих наименьшие опасения.

## Таксономия
Вид был описан американским герпетологом Эдвардом Хэллоуэллом в 1861 году. В 1907 году Штейнегер отнёс этот вид к роду Eumeces, но впоследствии было показано, что род является полифилетическим, и его разделили. Исследования плестиодов из Японии показали, что Plestiodon latiscutatus представляет собой два криптических вида, один из которых был описан в 2012 году как Plestiodon finitimus. Этот вид населяет восточную часть Японии и, предположительно, остров Кунашир, а ареал Plestiodon latiscutatus ограничивается полуостровом Идзу и прилежащими островами.